# 프레데리케 달 한센
프레데리케 달 한센(Frederikke Dahl Hansen, 1994년 3월 26일 ~ )은 덴마크의 배우이다.
코펜하겐에서 태어났다.

## 영화
- 포에버 나우 (2017년)
- 틴랜드 (2014년)
- 코펜하겐 (2014년)
- 욜로 (2013년)
- 유 & 미 포에버 (2012년)